# Bisse (Baranya)
Bisse es un pueblo ubicado en el distrito de Siklós, en el condado de Baranya, Hungría.

## Superficie
Posee una superficie de 13,80 kilómetros cuadrados.

## Demografía
Hasta 2019 la población era de 198 habitantes, con una densidad de población de 14,35 habitantes por kilómetro cuadrado.